# Héctor Medrano
Héctor Medrano Abad es un jugador y entrenador de fútbol mexicano. En sus inicios dirigió al Atlético Cuauhtémoc de la Segunda división mexicana y dirigió a las fuerzas básicas de Querétaro. En el 2013 dirigió al Irapuato. Actualmente funge como director técnico del Club Halcones de Zapopan de la Segunda División de México.